# Semjonow (Stadt)
Semjonow (russisch Семёнов) ist eine Stadt in der Oblast Nischni Nowgorod (Russland) mit 24.473 Einwohnern (Stand 14. Oktober 2010).

## Geografie
Die Stadt liegt in der Wolga-Wetluga-Niederung etwa 70 km nordöstlich der Oblasthauptstadt Nischni Nowgorod an der Sanochta, einem rechten Nebenfluss des in die Wolga mündenden Kerschenez.
Semjonow ist Verwaltungszentrum des gleichnamigen Rajons.

## Geschichte

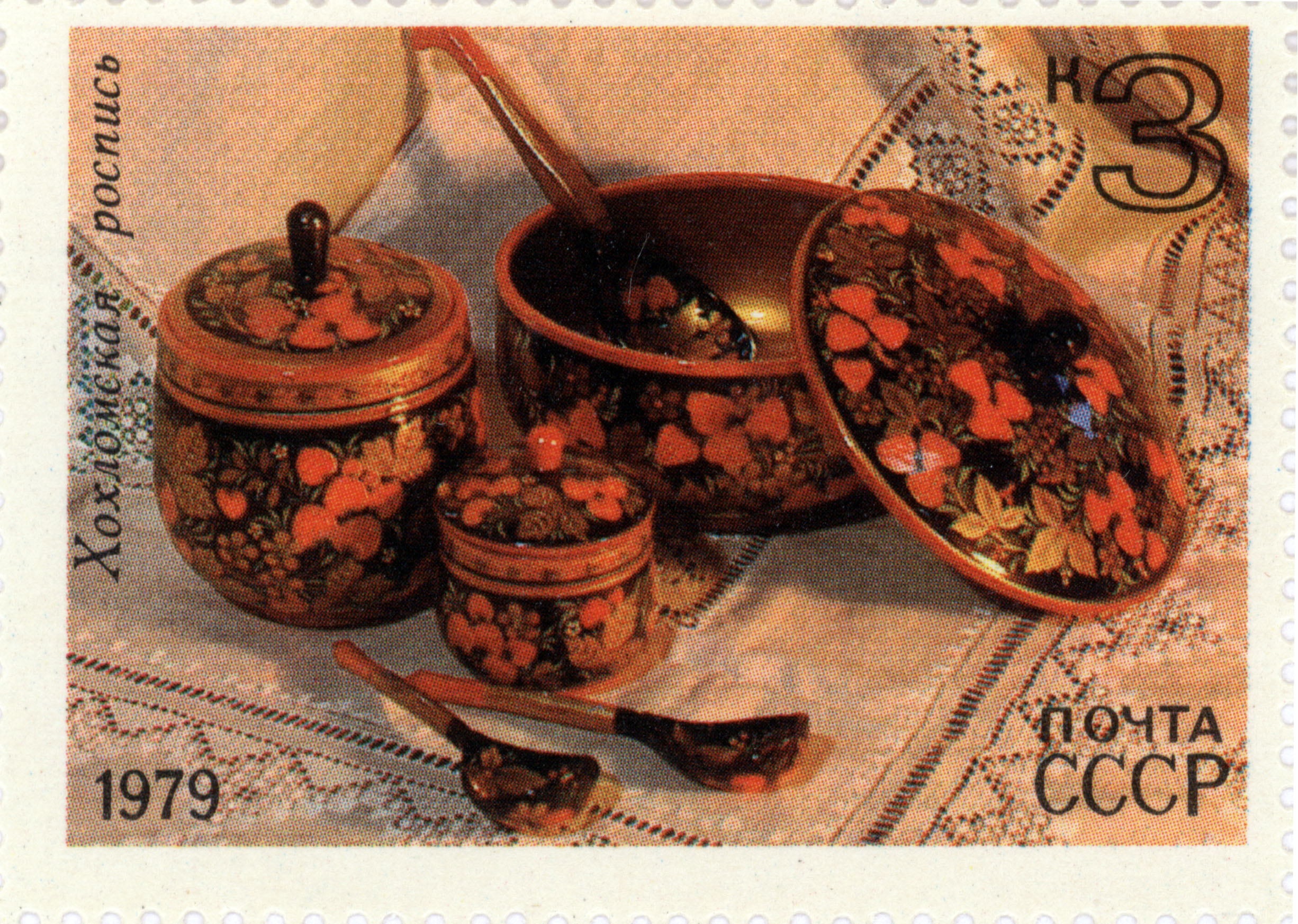
Chochloma-Malerei auf einer sowjetischen Briefmarke

Der Ort in der ersten Hälfte des 17. Jahrhunderts als Siedlung von Altgläubigen. 1644 wurde er als Semjonowskoje erstmals urkundlich erwähnt, 1717 als Kirchdorf Semjonowo.
1779 erhielt der Ort das Stadtrecht als Verwaltungszentrum eines Kreises (Ujesds) unter dem Namen Semjonow.
Bis zur Oktoberrevolution blieb die Stadt eines der wichtigsten Zentren der Altorthodoxie.
Seit dem 17. Jahrhundert war in der Gegend um das nordwestlich gelegene Dorf Chochloma das bekannte Kunsthandwerk der Chochloma-Malerei (Chochlomskaja rospis) mit goldenen und roten Pflanzen-, aber auch Tiermotiven auf schwarzem Hintergrund auf hölzernen Gebrauchsgegenständen, wie Löffeln, Schalen oder Krügen verbreitet. 1918, nach der Oktoberrevolution, wurde die Produktion dieser Erzeugnisse auf Veranlassung der sowjetischen Behörden in Semjonow zentralisiert. 1925 wurde die Herstellung einem Artel unterstellt und mehr und mehr zur Massenproduktion, die 1960 in der Eröffnung eines Werkes gipfelte. 

### Bevölkerungsentwicklung
| Jahr | Einwohner |
| ---- | --------- |
| 1897 | 3.752     |
| 1926 | 6.000     |
| 1939 | 11.997    |
| 1959 | 19.837    |
| 1970 | 23.633    |
| 1979 | 25.199    |
| 1989 | 26.282    |
| 2002 | 25.298    |
| 2010 | 24.473    |

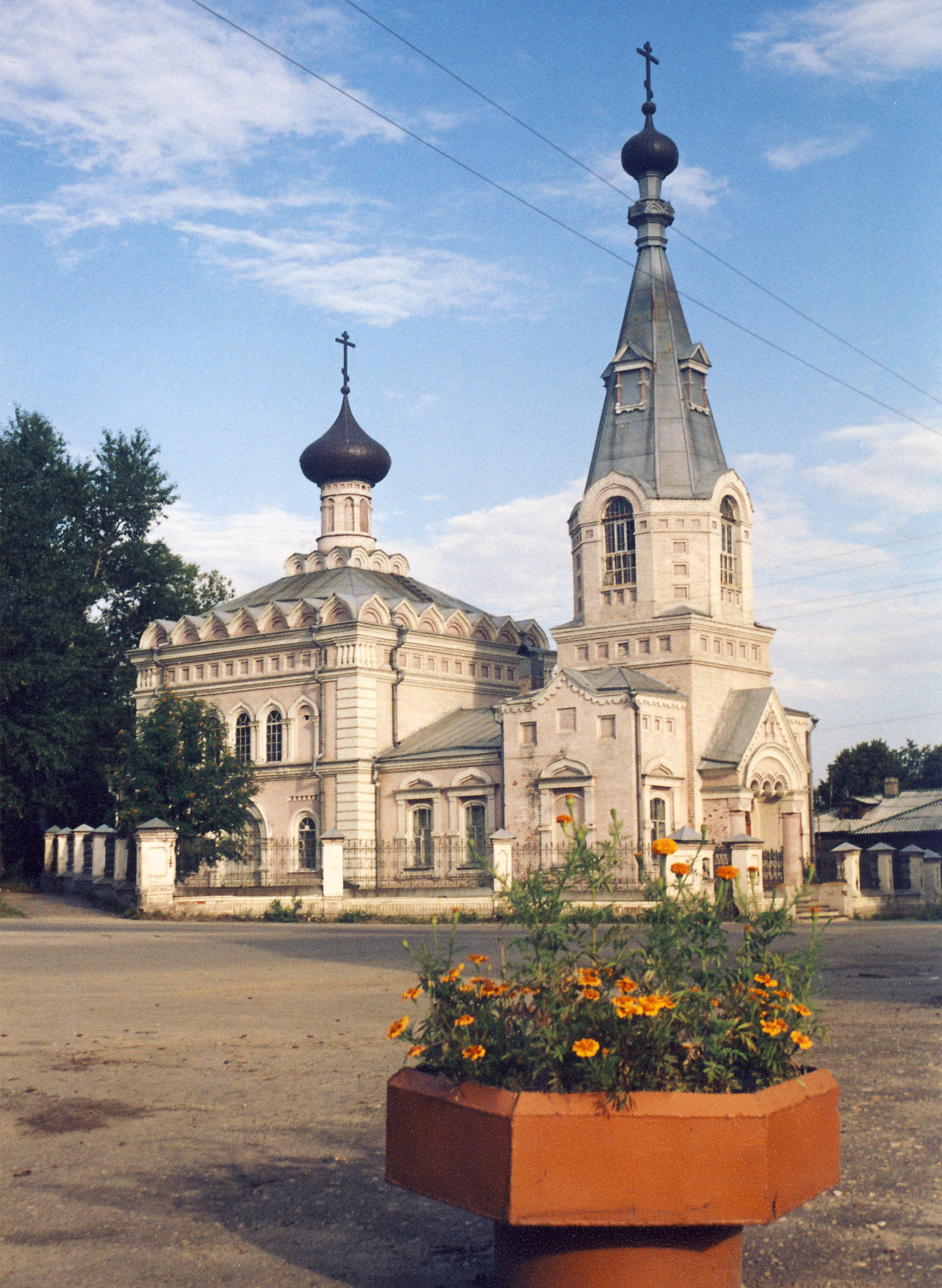
Altorthodoxe Nikolaus-Kirche in Semjonow

Anmerkung: Volkszählungsdaten (1926 gerundet)

## Kultur und Sehenswürdigkeiten

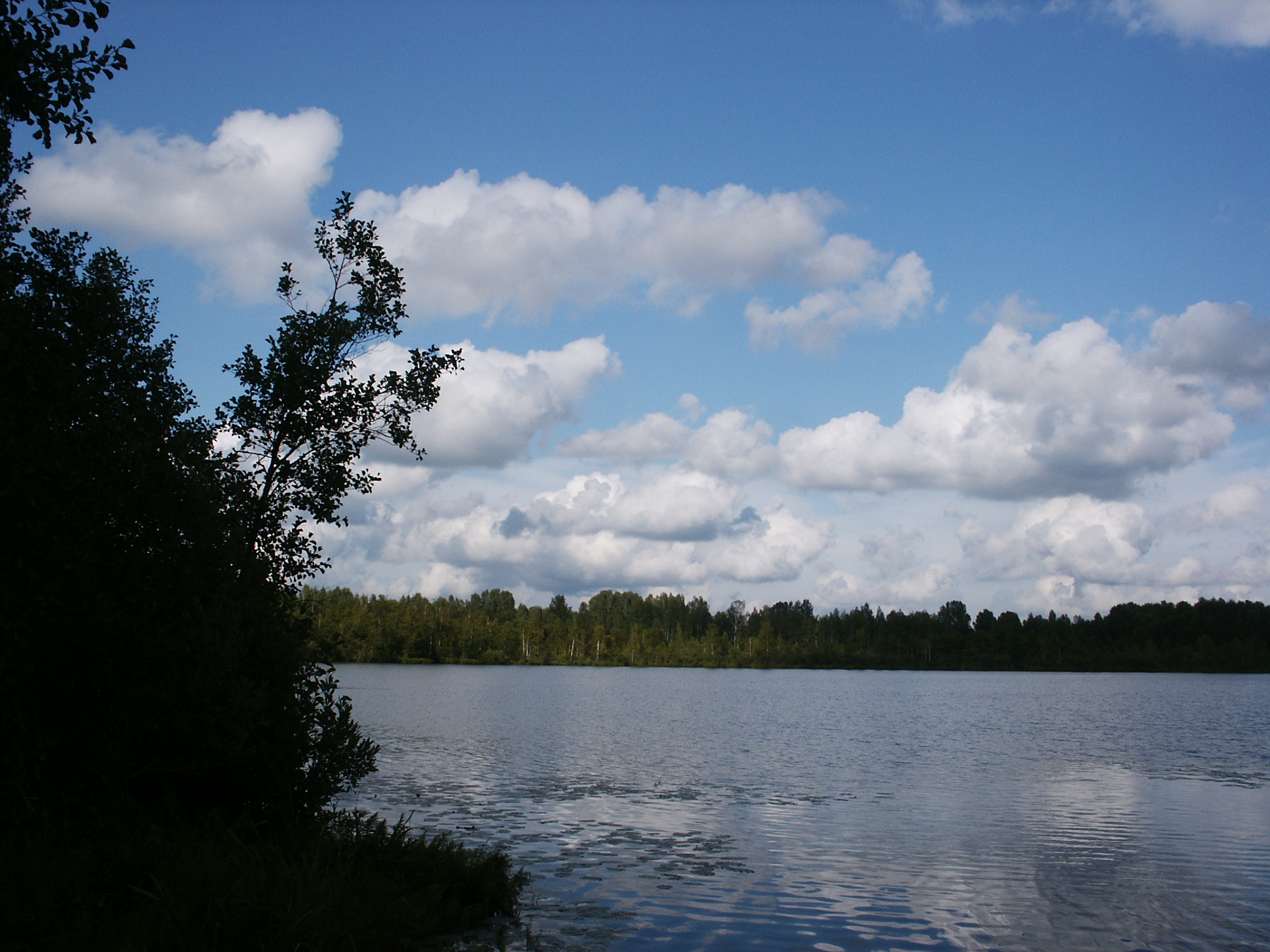
Swetlojar-See

In der Stadt sind verschiedene Bauwerke aus dem 18. bis 19. Jahrhundert erhalten, so die Allerheiligenkirche (церковь Всех Святых/zerkow Wsech Swjatych) und die altorthodoxe Nikolaus-Kirche (Никольская церковь/Nikolskaja zerkow).
Semjonow besitzt seit 1934 ein Museum für Volkskunsterzeugnisse, heute unter dem Namen Semjonower Historisches und Kunstmuseum.
Östlich von Semjonow liegt der See Swetlojar, auf dessen Grund die mythische Stadt Kitesch versunken sein soll.

## Wirtschaft und Infrastruktur
Die Chochloma-Volkskunsterzeugnisse spielen auch heute eine zentrale Rolle in der Wirtschaft der Stadt Semjonow. Daneben gibt es Betriebe des Gerätebaus und der holzverarbeitenden Industrie.
Die Stadt liegt an der auf diesem Abschnitt 1927 eröffneten Eisenbahnstrecke Moskau–Nischni Nowgorod–Kirow (Streckenkilometer 511), auf der heute ein Großteil der Züge der Transsibirischen Eisenbahn auf ihrem Westteil ab Moskau verkehrt. Durch Semjonow führt auch die Straße R159 Nischni Nowgorod–Jaransk.

## Söhne und Töchter der Stadt
- Andrei Gogolew (* 1974), russischer Boxer